# Alberto Aguilar Leiva
Alberto Aguilar (Benamejí, 12 de juliol de 1984) és un futbolista andalús, que ocupa la posició de migcampista.

## Carrera esportiva
Format al planter del Màlaga CF, hi debuta a primera divisió la temporada 02/03, tot jugant un partit. Durant les dues següents temporades milita a la categoria d'argent amb el Málaga B. L'estiu del 2005 fitxa pel Getafe CF, on durant dos anys i mig serà suplent.
Iniciada la temporada 07/08, deixa el Getafe i marxa al Granada 74 CF, de Segona Divisió, on juga 20 partits i marca un gol. A l'any següent recala a l'Albacete Balompié, també a Segona. Al conjunt manxec hi recupera la titularitat en la seua primera temporada.